# Kraloo (Ruinerwold)
Kraloo is een buurtschap in de gemeente De Wolden, provincie Drenthe (Nederland). De buurtschap is gelegen ten zuiden van Ruinerwold bij de Wold Aa en buurtschap Blijdenstein. Kraloo bestaat uit een handvol boerderijen en heeft geen verdere voorzieningen.